# Kjell Westling
Kjell Gunnar Ingemar Westling, född 19 december 1942 i Stockholm, död 2 oktober 2010 i Sankt Matteus församling i Stockholm, var en svensk kompositör och musiker.
Westling var multiinstrumentalist och spelade bland annat klarinett och diverse blåsinstrument, gitarr och fiol. Han spelade med bland annat Ett minne för livet, Arbete och Fritid, Vargavinter, Gunder Hägg/Blå Tåget, Spjärnsvallet och Bella Ciao-gruppen.. 
Westling medverkade också som musiker i flera uppsättningar på Dramaten under 1990- och 2000-talen. Han är begravd på Norra begravningsplatsen utanför Stockholm.

## Filmografi
Musik
- 1979 – Ön och sommaren
- 1980 – En dag i Stockholm
- 1981 – Det stora barnkalaset
- 1983 – Indiankojan
- 1983 – Mamman och den vilda bebin
- 1983 – Munspelet
- 1985 – Bella och Gustav – om en liten vecka
- 1989 – Glenn och Gloria
- 1990 – Werther
- 1991 – Ett paradis utan biljard
- 1991 – Småkakor
- 1992 – Hammar
- 1994 – Sot
- 1995 – Buljong
- 1996 – Lögn
- 1996 – Äventyrspizza
- 1997 – Babsan och Bosse
- 1998 – Limpan är sugen
- 2001 – Stockholmssyndromet
- 2004 – Värre och värre

Roller
- 1976 – Mina drömmars stad
- 1989 – Kvinnorna på taket
- 1992 – Hammar
- 1995 – Buljong
- 1999 – Majn harts gehert tsum tatn

### Fotnoter
1. ↑  ”Kjell Westling”. Svensk Filmdatabas. http://www.sfi.se/sv/svensk-filmdatabas/Item/?type=PERSON&itemid=71108&iv=OVERVIEW. Läst 22 maj 2013.
2. ↑   Kjell Westling och Musiken.. 2021. ISBN 978-91-7844-450-2. OCLC 1239762472. https://www.worldcat.org/oclc/1239762472. Läst 16 januari 2022
3. ↑  ”Kjell Westling”. Discogs.com. http://www.discogs.com/artist/Kjell+Westling. Läst 22 maj 2013.
4. ↑  Magnus Säll (15 januari 2022). ”Magnus Säll: Kjell Westling var ensamvargen som mådde bäst i kollektivet”. Dagens Nyheter. https://www.dn.se/kultur/magnus-sall-kjell-westling-var-ensamvargen-som-madde-bast-i-kollektivet/. Läst 16 januari 2022.
5. ↑  Ylva Mårtens (4 september 2021). ”Kjell Westling och musiken: Jazzen och proggen”. Sveriges Radio. https://sverigesradio.se/avsnitt/musikmagasinet-kjell-westling-och-musiken-jazzen-och-proggen. Läst 16 januari 2022.
6. ↑  ”Kjell Westling”. Dramaten. Arkiverad från originalet den 14 juni 2011. https://web.archive.org/web/20110614080053/http://www.dramaten.se/Dramaten/Medverkande/Rollboken/?qType=person&value=5392. Läst 22 maj 2013.
7. ↑  SvenskaGravar